# Ctenitis chungyiensis
Ctenitis chungyiensis là một loài dương xỉ trong họ Dryopteridaceae. Loài này được Ching & Chu H. Wang mô tả khoa học đầu tiên năm 1981.
Danh pháp khoa học của loài này chưa được làm sáng tỏ. 